# Marita Payne
Marita  Arthur Payne Wiggins (ur. 7 października 1960 w Christ Church na Barbadosie) – kanadyjska lekkoatletka specjalizująca się w biegach sprinterskich, dwukrotna uczestniczka letnich igrzysk olimpijskich (Los Angeles 1984, Seul 1988), dwukrotna srebrna medalistka olimpijska z Los Angeles w biegach sztafetowych 4 × 100 metrów oraz 4 × 400 metrów.

## Sukcesy sportowe
- dwukrotna mistrzyni Kanady w biegu na 400 metrów – 1981, 1984[1]

| Rok  | Miasto       | Zawody                     | Konkurencja                                         | Wynik                    |
| ---- | ------------ | -------------------------- | --------------------------------------------------- | ------------------------ |
| 1979 | San Juan     | Igrzyska panamerykańskie   | sztafeta 4 × 400 m                                  | brązowy medal            |
| 1982 | Brisbane     | Igrzyska Wspólnoty Narodów | sztafeta 4 × 100 m                                  | srebrny medal            |
| 1983 | Edmonton     | Uniwersjada                | bieg na 200 m sztafeta 4 × 400 m                    | srebrny medal            |
| 1983 | Helsinki     | Mistrzostwa świata         | sztafeta 4 × 400 m sztafeta 4 × 100 m bieg na 400 m | 4. miejsce 5. miejsce    |
| 1984 | Los Angeles  | Igrzyska olimpijskie       | sztafeta 4 × 100 m sztafeta 4 × 400 m bieg na 400 m | srebrny medal 4. miejsce |
| 1986 | Edynburg     | Igrzyska Wspólnoty Narodów | sztafeta 4 × 400 m                                  | złoty medal              |
| 1987 | Rzym         | Mistrzostwa świata         | sztafeta 4 × 400 m                                  | 4. miejsce               |
| 1987 | Indianapolis | Igrzyska panamerykańskie   | sztafeta 4 × 400 m                                  | srebrny medal            |

## Rekordy życiowe
- bieg na 200 metrów – 22,62 – Edmonton 10/07/1983 –
- bieg na 200 metrów (hala) – 23,53 – Windsor 21/02/1988
- bieg na 400 metrów – 49,91 – Los Angeles 06/08/1984 –